# 鹳冠卷瓣兰
鸛冠蘭（学名：Bulbophyllum setaceum），又名鹳冠卷瓣兰，为蘭科石豆蘭屬下的一个种，為台灣特有種。

## 扩展阅读
- 維基物種上的相關：鸛冠蘭